# Heavenly (ban nhạc)

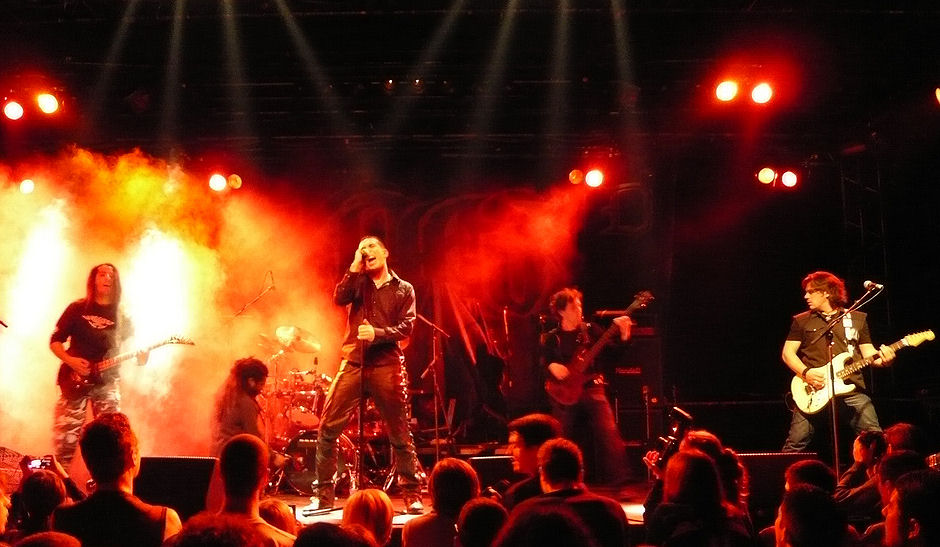
Heavenly biểu diễn tại Paris vào năm 2008.

Heavenly là một ban nhạc metal/neo-classical metal từ Paris, Pháp, được thành lập năm 1994 bởi ca sĩ Benjamin Sotto và tay trống Max Pilo. Ban đầu họ là một ban nhạc cover và chơi dưới cái tên "Satan's Lawyer", và phát hành 3 track demo với tay guitar mới Anthony Parker. Tuy nhiên, thời gian của Parker với ban nhạc này là một thời gian ngắn và dời đi trước khi một hợp đồng thu âm với Noise Records được ký kết. Không nản lòng, Heavenly thấy một sự thay thế ở Chris Savourey và hoàn tất đội hình của họ với tay bass Laurent Jean.
Năm 2000, Heavenly phát hành album đầu tay của họ, 'Coming From The Sky'. Mặc dù xa lánh các phương tiện truyền thông, album đã chứng tỏ là một hit với người hâm mộ metal và thành công của nó đã giúp Heavenly xuất hiện tại French Hard Rock Festival. Với sự xuất hiện của keyboard Fredreric Leclercq và thay thế tay bass Laurent Jean bởi Piere Emmanuel Pelisson, Heavenly trải qua một thay đổi đội hình ngay trước khi họ hỗ trợ Stratovarius vào tour 'Infinite' của họ. Chris Savourey và Fredreric Leclerq đã vào vai trò của mình như là tay guitar của ban nhạc.
Heavenly phát hành album thứ hai của họ 'Sign Of The Winner' năm 2001, và nhận được phản hồi tích cực từ cả người hâm mộ và các phương tiện truyền thông. Charley Corbiaux tham gia như là một tay guitar thứ hai và từ đó đã trở thành một bổ sung thường xuyên vào đội hình của Heavenly vào năm 2002 sau tour 'Edguy's European'.
Sau khi xuất hiện tại Wacken (lễ hội metal lớn nhất thế giới) vào năm 2002. Heavenly thiết lập để làm việc ghi âm album thứ ba của họ, 'Dust to Dust', mà cuối cùng đã được phát hành vào đầu năm 2004.Từ đó tiếp tục củng cố địa vị của họ như là một trong những ban nhạc của power metal Pháp hàng đầu.
Trong năm 2006, Heavenly phát hành album thứ 4 mang tên 'Virus'. Đó là một khởi hành từ những nỗ lực trước đó, kết hợp đôi trống bass (double-bass drumming) và mở rộng phạm vi thanh nhạc của Sotto. 
Trong tháng 12 năm 2009, họ phát hành album thứ năm của họ "Carpe Diem".

## Thành viên ban nhạc

### Hiện tại
- Benjamin Sotto - Vocal (1994-nay)
- Charley Corbiaux - Ghita (2002-nay)
- Matthieu Plana - Bass (2004-nay)
- Olivier Lapauze - Ghita (2004-nay)
- Piwee - trống (2009-nay)

### Thành viên cũ
- Anthony Parker - Guitar (1998-1999)
- Chris Savourey - Guitar (1999-2001)
- Frédéric Leclercq - Guitar (2000-2004)
- Laurent Jean - Bass (1999-2000)
- P.E. Pelisson - Bass (1994-2004)
- Max Pilo - trống (1994-2004)
- Thomas Das Neves - trống (2004-2009

## Các album
- Coming from the Sky (2000)
- Sign of the Winner (2001)
- Dust to Dust (2004)
- Virus (2006)
- Carpe Diem (2009)

## Giải thưởng
- 2001 - ban nhạc hay nhất Pháp (Best French Band Award) - Hard Rock Magazine
- 2001 - ban nhạc hay nhất Pháp (Best French Band Award) - Rock Hard Magazine

## Link ngoài
- Website chính thức Lưu trữ ngày 4 tháng 5 năm 2008 tại Wayback Machine
- Heavenly Website Fan Club chính thức Lưu trữ ngày 11 tháng 12 năm 2007 tại Wayback Machine
- Heavenly lyrics Lưu trữ ngày 14 tháng 7 năm 2011 tại Wayback Machine